# Чёрный январь
Чёрный январь (азерб. Qara Yanvar) или также Кровавый январь (азерб. Qanlı Yanvar) — подавление политической оппозиции подразделениями Советской Армии в ночь на 20 января 1990 года в столице Азербайджанской ССР — городе Баку, закончившееся гибелью более сотни мирных жителей, в основном азербайджанцев.
Согласно докладу Human Rights Watch, «хотя мнимой целью Кремля для военных действий была защита армянского населения, большинство доказательств просто не подтверждают этого. Например, документы военной прокуратуры в Баку, исследованные Human Rights Watch/Helsinki, свидетельствуют о том, что военные действия планировались ещё до погромов армян в Баку, в которых погибло 90 армян, начавшихся 13 января 1990 года». 26 января 1990 года министр обороны СССР Дмитрий Язов в интервью «Известиям» заявил, что цель армии в Баку состояла в том, чтобы разбить структуры захвата власти, имевшие ответвления «повсюду». Подавление демонстраций в Баку настроило азербайджанцев против СССР и местного руководства, что в значительной степени способствовало растущему стремлению к независимости.
Подобные события произошли ранее в Алма-Ате (1986), в Минске (1988), в Тбилиси (1989), позже в Душанбе (1990), в Вильнюсе и Риге (1991), где жертвами также стали советские граждане.

## Предыстория

### Обстановка в районах
События Чёрного января разворачивались в эпоху перестройки, на фоне карабахского конфликта. В июле 1989 года в Азербайджане сформировалась политическая организация Народный фронт Азербайджана (НФА), ставший во главе азербайджанского национального движения. Основным фактором, обусловившим рост азербайджанского национального движения, стал карабахский вопрос. Безуспешные усилия центра разрешить карабахский кризис наряду с неспособностью республиканского руководства защитить то, что рассматривалось[кем?] как национальные интересы Азербайджана, с бедственным положением беженцев и множеством местных обид привели в декабре к народному взрыву под предводительством НФА. По воспоминаниям тогдашнего председателя Совета Министров Азербайджанской ССР Аяза Муталибова 25 декабря 1989 года ему позвонил первый секретарь ЦК Компартии республики Абдурахман Везиров: «Он сказал, что назревает катастрофа, и мы должны просить помощи у Москвы. У нас не было собственных внутренних войск МВД, экипированных шлемами и дубинками. Они подчинялись только приказам из Москвы. Мы попросили Министерство внутренних дел и Совет Министров прислать войска, иначе могла бы случиться большая беда».
В конце декабря 1989 года напряжённая ситуация сложилась на советско-иранской границе на территории Нахичеванской АССР. В период с 4 по 19 декабря жителями автономии и приезжими из других азербайджанских городов проводились массовые выходы на границу, сопровождавшиеся разрушениями инженерных сооружений. Народный фронт Азербайджана рассматривал движение, начавшееся в Нахичеванской автономии, как составную часть борьбы за независимость республики, вдохновленное падением Берлинской стены. 
 23 декабря Народный фронт Азербайджана предъявил ультиматум командиру пограничного отряда Жукову со сроком до 31 декабря с требованиями подчиниться решениям[уточнить] НФА, но последний выступил по местному телевидению с предупреждением, что любые агрессивные действия будут пресечены.
К 31 декабря, по данным КГБ СССР, в приграничной зоне оказалось более 300 бутылок с зажигательной смесью, охотничье оружие. В назначенный день, 31 декабря толпы людей разрушили госграницу с Ираном. Тысячи азербайджанцев пересекли реку Аракс, воодушевлённые первой за долгие десятилетия возможностью братания со своими соотечественниками в Иране (впоследствии это событие послужило причиной для объявления 31 декабря Днём солидарности азербайджанцев всего мира). Со стороны Ирана в волнениях участвовало около 800 человек. 10 января 1990 года Президиум Верховного Совета СССР принял постановление «О грубых нарушениях закона о государственной границе СССР на территории Нахичеванской АССР», решительно осудив произошедшее. В статьях, опубликованных в центральной печати, утверждалось, что азербайджанцы бросились в объятия исламского фундаментализма. Разрушение границы произошло и на других участках советско-иранской границы. Почти 700 км границы было уничтожено. Кроме этого, части Советской армии стали насильственно выдворяться за пределы Нахичеванской АССР.
29 декабря в Джалилабаде активисты Народного фронта захватили здание горкома партии, при этом десятки людей были ранены. 11 января группа радикально настроенных членов Народного фронта штурмом взяла несколько административных зданий и захватила власть в городе Ленкорань на юге республики, чтобы «привлечь внимание Москвы к скорейшему разрешению вопроса по НКАО». В течение осени 1989 — начала 1990 года районные отделения НФА свергли 27 секретарей райкомов КПСС.

### Волнения в Баку
Помимо районов, крайне обострилась обстановка в столице республики — Баку. 3-4 января 1990 года на пригородных трассах и главных магистралях Баку появились первые пикеты Народного фронта Азербайджана, численность которых в дальнейшем стала стремительно расти. Все машины, в том числе военные, которые следовали через пикеты, досматривались, а пассажиры проверялись. 6-8 января в здании Академии наук открылась 3-я конференция Народного фронта, на которой произошло отделение либеральной части этой организации в лице З. Ализаде, А. Юнусова, Л. Юнусовой и других, не пожелавших оставаться с лагерем радикалов. 11 января Народный фронт организовал в Баку массовый митинг, чтобы выразить протест против бездеятельности правительства. Существовала возможность того, что Народный фронт сможет победить на выборах в Верховный Совет, которые были назначены на март 1990 года.
13 января в Баку на площади имени Ленина начался митинг с требованием отставки первого секретаря ЦК Компартии Азербайджанской ССР Абдурахмана Везирова, который, по мнению митингующих, не смог обеспечить безопасность азербайджанского населения в Нагорном Карабахе и прилегающих районах. На этом же митинге было объявлено о создании Совета национальной обороны во главе с Эльчибеем. По утверждению члена Правления Hародного фронта Хикмета Гаджи-заде, создание СНО было санкционировано партийным руководством республики. В тот же день в Баку начался погром армян. Людей выбрасывали с балконов верхних этажей, толпы нападали на армян и забивали их до смерти. Местные органы власти, а также расквартированный в городе 12-тысячный контингент внутренних войск МВД СССР и части Советской армии не вмешивались в происходящее, ограничиваясь только охраной правительственных объектов. По одной из версий азербайджанские беженцы из Армении стали нападать на местных армян. Профессор, доктор юридических наук В. В. Лунеев считает, что поводом к погрому послужило подстрекательское объявление на митинге Народного фронта об убийстве азербайджанца Мамедова. Сами армянские беженцы из Баку обвиняли в погромах «людей из Народного фронта», его бородатых молодых активистов. Несмотря на то, что руководство Народного фронта Азербайджана создало благоприятную психологическую обстановку для возникновения погромов, оно не хотело этого и даже организовало спасение армян. Правление Народного фронта выступило с заявлением, осуждающим совершённые преступления. НФА обвинил республиканское руководство и Москву в сознательном невмешательстве для того, чтобы оправдать введение войск в Баку и не допустить его к власти в Азербайджане. Томас де Ваал, Лейла Юнусова и Зардушт Ализаде возлагают ответственность за антиармянские погромы на лидеров радикального крыла Народного фронта Азербайджана. 15 января на части территории Азербайджана было объявлено чрезвычайное положение, однако оно не распространялось на Баку. Погромы к этому времени пошли на спад. Официальное расследование так никогда и не было проведено.
17 января сторонники Народного фронта начали непрерывный митинг перед зданием Центрального Комитета Компартии, перекрыв к нему все подходы. Перед зданием появилась виселица, но было ли это актом для устрашения или настоящим орудием для казни, неясно. 18 января в республике началась всеобщая забастовка. На следующий день, после того как власти запретили публикацию ультиматума Народного фронта о немедленном созыве чрезвычайной сессии Верховного Совета Азербайджанской ССР, к забастовке присоединились работники типографий. В течение 17 и 18 января произошли три попытки захвата здания ЦК, отражённых без применения оружия и спецсредств личным составом подразделений внутренних войск. Опасаясь ввода регулярных воинских подразделений, активисты Народного фронта Азербайджана начали блокаду военных казарм. На подступах к армейским казармам были возведены баррикады из грузовиков и бетонных блоков. Из 60 военных казарм Бакинского гарнизона было блокировано 34. Кульминацией всего этого стала блокада по всему периметру военного городка частей 295-й мотострелковой дивизии, дислоцированных в Сальянских казармах.
С утра 19 января перед зданием ЦК Компартии Азербайджана проходил многотысячный митинг, участники которого требовали не вводить в действие Указ Президиума Верховного Совета СССР от 15 января о введении чрезвычайного положения в ряде районов Азербайджана и добивались отставки республиканского руководства. К этому времени столица Азербайджана оказалась отсечённой от страны пикетами. Не выходили газеты, начались перебои в водоснабжении, остановились заводы. По сообщению корреспондента «Литературной газеты», закрылись до 70 % хлебных магазинов. Пикетчиками было окружено здание телецентра. В 12 часов дня, по истечении срока ультиматума НФА, его сторонники заняли здание телецентра и отключили канал центрального телевидения. В тот же день чрезвычайная сессия Верховного Совета  Нахичеванской АССР приняла постановление о выходе Нахичеванской АССР из Союза ССР и объявлении независимости. К этому времени Народный фронт уже де-факто контролировал ряд регионов Азербайджана. Вечером редактор газеты Народного фронта «Азадлыг» Н. Наджафов сообщил участникам митинга, что первым секретарём ЦК Компартии АзССР предполагается назначить главу азербайджанского КГБ Вагифа Гусейнова. Эта новость была встречена свистом и криками «Долой!». Люди требовали, чтобы вместо Везирова первым секретарём ЦК Компартии республики был назначен секретарь ЦК Компартии республики Гасан Гасанов. Около 19 часов вечера на телецентре при невыясненных обстоятельствах был взорван энергоблок. В Азербайджане было прекращено телевизионное вещание. По одной из версий, энергоблок взорван «местными экстремистами», по другой (версия Народного фронта) — взрыв был осуществлён солдатами внутренних войск с целью воспрепятствовать руководству Народного фронта выступить с обращением к народу по поводу ввода советских войск в столицу Азербайджана. Независимые военные эксперты общественной организации «Щит» пришли к выводу, что «энергоблок ТРЦ был взорван спецгруппой Советской Армии или КГБ СССР».
В связи с накалившейся обстановкой в Баку срочно прибыли секретарь ЦК КПСС Андрей Гиренко, кандидат в члены Политбюро ЦК КПСС Евгений Примаков, министр обороны СССР маршал Дмитрий Язов, главнокомандующий сухопутными войсками, заместитель министра обороны генерал армии Валентин Варенников и другие высокопоставленные лица. Как позднее рассказывал Андрей Гиренко: «Мы встретились с Эльчибеем и другими лидерами Народного фронта. Мы с Примаковым приняли их, поговорили. Мне стало ясно, что Везиров полностью потерял контроль над ситуацией. Я встречался с одним из активистов Народного фронта буквально накануне событий той ночи. Было ясно, что войска не могут вечно быть отрезанными от города. Я умолял его разобрать баррикады на дорогах и аэродромах, спасти людей от опасного столкновения с войсками». По заявлению заместителя председателя Народного фронта Этибара Мамедова, второй секретарь ЦК Компартии Азербайджанской ССР Виктор Поляничко сообщил ему о том, что войска во что бы то ни стоило в полночь войдут в город. В ответ Мамедов заявил, что армии будет дан отпор. По воспоминаниям Мамедова, «Примаков сказал мне: „Вы в двух шагах от независимости“», а также предупредил, что не потерпит выхода Азербайджана из Советского Союза. По сообщению Хикмета Гаджи-заде, НФА решил снять пикеты и не оказывать сопротивления войскам в случае применения ими силы. Однако Совет национальной обороны принял противоположное решение.

## Ввод военных подразделений
12 января в бакинском аэропорту высадился десант, но все выезды из здания были блокированы баррикадами, бензовозами с горючим, вооружёнными людьми.
В течение 16-19 января на подступах к Баку была создана крупная оперативная группировка общей численностью более 50 тыс. военнослужащих из состава частей Закавказского, Московского, Ленинградского, других военных округов, военно-морского флота, внутренних войск МВД. Бакинская бухта и подходы к ней были блокированы кораблями и катерами Краснознамённой Каспийской флотилии. В операции, получившей кодовое название «Удар», были задействованы 76-я воздушно-десантная дивизия, 56-я десантно-штурмовая бригада, 21-я отдельная десантно-штурмовая бригада, 106-я воздушно-десантная дивизия под командованием полковника Александра Лебедя, а также курсанты военно-учебных заведений, в том числе Саратовского высшего военного командного училища МВД СССР и Ленинградского высшего политического училища МВД СССР.
В ночь на 20 января 1990 года советская армия штурмовала Баку с целью разгрома Народного фронта и спасения власти Коммунистической партии в Азербайджане, руководствуясь указом о введении в городе чрезвычайного положения, которое было объявлено начиная с полуночи. Однако из-за того, что телеэфир после взрыва блока питания на телевизионной станции был отключён в 19:30, жители города не знали, что происходит. Большинство бакинцев узнали о введении чрезвычайного положения только в 5:30 утра из объявления по радио и из листовок, разбрасываемых с вертолётов, когда было уже слишком поздно. Ввод войск в Баку происходил с трёх сторон, по всей окружности кольцевых дорог, примыкающих к городу. Одновременно армейские части начали разблокировать казармы. По пути бронетанковые колонны были подвергнуты обстрелам. В ответ военнослужащие применили оружие. Впоследствии министр обороны СССР Д. Язов скажет, что при Совете национальной обороны насчитывалось 40 тыс. боевиков, вооружённых автоматическим оружием. Однако советские журналисты, находившиеся в городе, заявили, что не обнаружили каких-либо данных о большом количестве вооружения, тем более что было конфисковано 84 единиц оружия, по большей части самодельного. Как писал корреспондент Литературной газеты, «армия ответила. Она ответила повсеместно, хотя и большей частью неадекватно». Вступление армейских частей в город сопровождалось многочисленными актами умышленных убийств мирного населения. Солдаты периодически открывали огонь из автоматов и пулемётов. При этом никто из организаторов пикетов не погиб. К моменту объявления чрезвычайного положения среди убитых только 42 человека являлись непосредственными участниками пикетов; ещё девять человек погибли, прибыв к месту пикетирования после того, как войска прорвали блокаду. Они были убиты при оказании помощи раненым. Военнослужащие открывали огонь даже по сотрудникам милиции. Газета Коммерсантъ сообщала в те дни:

Войска, применяя оружие, прорывают пикеты на Аэропортовском шоссе, Тбилисском проспекте и других дорогах, ведущих в город. Одновременно армейские подразделения разблокируют казармы. Пожалуй, наиболее кровопролитные бои были в районе Сальянских казарм. Говорит очевидец событий Асиф Гасанов: солдаты сломали пикеты из автобусов, — обстреливают жилые дома, ребята 14-16 лет ложатся под бронетранспортёры. Они абсолютно безоружны, я вам честное слово даю. Однако военнослужащие, опрошенные корр. «Ъ», утверждали, что пикетчики были вооружены автоматическим оружием, Другие очевидцы свидетельствуют, что вооружение состояло из бутылок с зажигательной смесью, ракетниц и пистолетов. Кровопролитные столкновения развернулись также в районе Баилова, около гостиницы «Баку», в ряде пригородных посёлков. По сообщению Э. Мамедова, сильному обстрелу подвергся штаб СНО.
Танки сметали баррикады и провоцировали ДТП. Британский журналист Том де Ваал пишет:

Танки переползали через баррикады, сминая на своём пути автомобили и даже фургоны скорой помощи. По словам очевидцев, солдаты стреляли в бегущих людей, добивали раненых. Был обстрелян автобус с мирными жителями, и многие пассажиры, в том числе четырнадцатилетняя девочка, погибли.

Боевые машины давили любой автотранспорт, попадавшийся на пути, вне зависимости от того, кто в нём находился. Например, при следовании по Тбилисскому проспекту была обстреляна легковая машина. Один из танков развернулся и раздавил её. Находившийся среди пассажиров 13-летний мальчик выбежал из автомашины и попытался укрыться в безопасном месте, но был убит выстрелом в спину. Дмитрий Фурман и Али Аббасов пишут:

Ввод войск сопровождался крайней жестокостью — стреляли по любой движущейся мишени и просто по тёмным переулкам и окнам домов. К моменту объявления по радио чрезвычайного положения уже было убито 82 человека, в большинстве своём никакого отношения к пикетам не имевших. После этого погибли ещё 21 человек. Из 82 трупов погибших от огнестрельных ранений у 44 входные отверстия от пуль — на спине, были и заколотые штыками в спину.

Из многочисленных показаний свидетелей явствует, что военные, вывозя с мест событий обезображенные, раздавленные военной техникой трупы и отдельные части тел, таким образом пытались скрыть следы совершённых деяний. У одного из погибших была найдена только правая рука, её и похоронили на кладбище. Кинорежиссёр Станислав Говорухин по поводу ввода войск в Баку в 7-м номере еженедельника «Московские новости» от 18 февраля 1990 года в статье «Репетиция?» писал:

В ночь с 19-го на 20-е в город всё-таки вошли войска. Но Советская Армия вошла в советский город… как армия оккупантов: под покровом ночи, на танках и бронемашинах, расчищая себе путь огнём и мечом. По данным военного коменданта, расход боеприпасов в эту ночь — 60 тысяч патронов. На сумгаитской дороге стояла на обочине, пропуская танковую колонну, легковая машина, в ней — трое учёных из Академии наук, трое профессоров, одна из них — женщина. Вдруг танк выехал из колонны, скрежеща гусеницами по металлу, переехал машину, раздавив всех пассажиров. Колонна не остановилась — ушла громить «врага, засевшего в городе».

Председатель Президиума Верховного Совета Азербайджанской ССР Эльмира Кафарова выступила по радио с решительным протестом против объявления чрезвычайного положения и ввода войск в Баку, утверждая, что это сделано без её ведома. Целью военных был бакинский порт, где, по сведениям разведки, на теплоходе «Сабит Оруджев» находился штаб Народного фронта. Накануне операции с помощью диверсии спецназа КГБ было отключено вещание с бакинской телебашни. После подавления восстания в Баку Советская Армия восстановила свергнутую советскую власть в городах Азербайджана. По утверждению комиссии по расследованию событий Верховного Совета Азербайджанской ССР, эта акция «была сознательно спланирована и цинично осуществлена как карательная акция и имела целью дать наглядный урок устрашения движениям за независимость в Азербайджане и других республиках Советского Союза».
Уже на следующий день после ввода войск в Баку стали появляться листовки и надписи, осуждающие действия армии. На здании ЦК была выбита надпись: «Долой советскую империю!», «Долой КПСС!», «Советская армия — фашистская армия», а на здании МВД сбит лозунг «Слава КПСС!». Вечером 21 января открылась чрезвычайная сессия Верховного Совета Азербайджанской ССР, которая признала неправомерным ввод войск в Баку и приостановила Указ Президиума Верховного Совета СССР о чрезвычайном положении в городе, заявив, что, если центральные власти проигнорируют это решение, будет поставлен вопрос о выходе Азербайджана из СССР. 25 января суда, блокирующие бакинскую бухту, были захвачены военно-морским десантом. Несколько дней сопротивление продолжалось в Нахичевани, но вскоре и здесь сопротивление Народного фронта было подавлено.

## Итоги
Ввод в Баку частей Советской Армии стал трагедией для Азербайджана. Том де Ваал считает, что «именно 20 января 1990 года Москва, в сущности, потеряла Азербайджан». По выражению А. Юнусова, 20 января советская армия «расстреляла не только мирных азербайджанцев, но одновременно веру в советскую идеологию», а с захоронением жертв трагедии азербайджанцы хоронили также «идеалы коммунизма и всесилие советской власти». В свою очередь Абульфаз Эльчибей позднее говорил:
Событие 20 января — историческое событие, послужившее огромному повороту в истории азербайджанского народа. В судьбе каждой нации имели место подобные исторические события. То есть каждый народ, желающий приобрести свободу, всегда поднимался на борьбу и был вынужден вести сражение против сил, посягнувших на его свободу. В этих сражениях каждый народ жертвовал сыновьями, воспитанными в своей среде... Как бы тяжело не было, мы должны были пройти это испытание. ...если какой-то этнос создает в своей среде жертвы в результате борьбы ...и жертвует своими сыновьями, то ...он начинает жить заново.
В результате силовой акции более сотни мирных жителей, в основном азербайджанцев, погибли из-за необоснованного и чрезмерного применения силы. По данным республиканской комиссии по расследованию обстоятельств и причин трагических событий 20 января 1990 года, погибли 131, ещё 744 человека были ранены. Называется цифра и в 137 погибших. По данным же Минздрава Азербайджанской ССР число погибших на 9 февраля составило 170 человек, в том числе русских — 6, евреев, татар, лезгин — 7. Позднее данные о погибших по национальностям выглядели следующим образом: 117 азербайджанцев, 6 русских, 3 еврея и 3 татарина. По социальному положению среди погибших было 78 рабочих, 24 служащих, 12 студентов, 2 учащихся ПТУ, 4 учащихся школ, 3 пенсионеров, 6 временно не работавшими.
Помимо мирных жителей, по невыясненным причинам также погиб 21 солдат советской армии. Однако точное количество погибших военнослужащих во время и после трагических событий не ясно. Военный комендант Баку сообщал, что в числе погибших были 14 военнослужащих и членов их семей. По данным Министерства здравоохранения Азербайджанской ССР на 31 января было убито 27 военнослужащих и 5 милиционеров. Независимые военные эксперты общественной организации «Щит» в своём расследовании указали, что армия потеряла 9 человек. Более того, они заключили, что если бы пикетчики были вооружены, то в условиях городского боя армия понесла бы большие потери, тем более, что, по свидетельству очевидцев, автоматный огонь по войскам вёлся из легковых машин без номеров, и кто в них находился, не установлено.
Кровавые события 20 января 1990 года оказали сильное воздействие на азербайджанский социум. Почти всё население Баку 22 января вышло на общие похороны жертв трагедии, которые были захоронены как герои борьбы за независимость в парке им. С. М. Кирова, позже переименованного в Аллею шахидов. Мечеть взяла на себя руководство организацией и проведением похорон. Глава Духовного управления мусульман Закавказья, шейх-уль-ислам Аллахшукюр Пашазаде выступил с резким осуждением действий центра. В своём открытом обращении к М. Горбачёву, копии которого были посланы Генсеку ООН и главам правительств стран мира и духовным лидерам, А. Пашазаде обвинил лично М. Горбачёва в содеянном и потребовал «незамедлительного вывода войск из Баку», пригрозив в противном случае возникновением на территории Азербайджана второго Афганистана. При значительной степени деисламизации общества, события Чёрного января, очевидно, стали переломным моментом во взаимоотношениях между обществом и религией, в частности исламом. По оценке Али Аббасова «впервые на памяти народа официальный ислам Азербайджана выступил против Москвы».
В день похорон прекратили работу аэропорт, вокзал, междугородная телефонная связь, все дни траура каждый час звучали сирены. Десятки тысяч азербайджанских коммунистов публично сожгли свои партбилеты. Майкл Смит, анализируя азербайджанское национальное сознание, обратил внимание на характер траурных мероприятий и провёл параллель между похоронами жертв Чёрного января и оплакиванием шиитами мученической гибели имама Хусейна. Он заметил, что люди распевали традиционные азербайджанские народные поминальные песни (баяты), «подобно тому, как оплакивался мученик Хусейн». Некоторые мужчины кулаками наносили себе удары в грудь, а женщины делали выражающие горе жесты, как это делается во время шахсей-вахсей. Всё это воспроизводило традиции мухаррама. По его мнению похороны жертв трагедии можно рассматривать «в качестве первой подлинной акции гражданского Магеррама за постсоветский период». Он также пишет:

Похороны павших в дни Чёрного января несомненно остались в народной памяти в качестве искреннего и прочувствованного всеми сердцами дня национальной скорби. Однако события 19-20 января 1990 года являются также драматическим предостережением об опасностях некомпетентного руководства, национальной слабости и гражданского равнодушия. Весь этот день пронизан предательством: предательством, «совершённым государственной властью против своего собственного народа», предательством со стороны горбачёвского режима, который организовал эту акцию, и со стороны лояльного советского азербайджанского руководства, которое её санкционировало.

Первый Секретарь ЦК Компартии Азербайджанской ССР Везиров ещё до ввода войск перебрался в Москву. Временное руководство республикой Бюро ЦК возложило на Виктора Поляничко и Аяза Муталибова. Деятельность Совета национальной обороны была запрещена, начались аресты членов Народного фронта Азербайджана. По данным народных депутатов СССР от Азербайджанской ССР на 10 января в тюрьмах Баку содержалось около 220 арестованных, ещё около 100 человек находилось за пределами Азербайджана. Одного из активистов военные задержали в Ленкорани, но 26 января при отправке в Баку на военно-транспортном самолёте он был задушен петлёй. Пытаясь скрыть следы преступления, военная прокуратура направило тело в морг как погибшего при неустановленных обстоятельствах (впоследствии он был включён в число жертв Чёрного января). Многие лидеры Народного фронта, однако, вскоре были отпущены.
Председатель КГБ Азербайджана Гусейнов В. А. высказывает мнение о единой тактике высшего руководства страны, широко использовавшейся во время выступления националистов в СССР в годы перестройки: ничего не делать для профилактики, давать возможность событиям разрастись, затем использовать для их подавления незначительные силы, разжигая страсти, и только потом применять самые жестокие меры — как против виновных в нарушении порядка, так и против безвинных, способствуя тем самым лишь ещё большему обострению ситуации. Конечной целью организаторов межнациональных конфликтов являлась ликвидация СССР как государства-корпорации в угоду республиканским элитам и вхождению новых государств в систему мирового разделения труда

## Реакция
Первоначально Кремль мотивировал проведение военной акции необходимостью защиты армянского населения, однако 26 января министр обороны СССР Дмитрий Язов, выступая на пресс-конференции, открыто признал, что целью военной операции было не допустить свержение Народным фронтом власти коммунистической партии. Армянское общенациональное движение (АОД) также это указало, осудив действия Советской Армии. В заявлении правления АОД, в частности, говорилось:

После долгих колебаний центральные власти 20 января с.г. решились прибегнуть в Азербайджане к радикальным мерам с тем, чтобы овладеть вышедшей из-под контроля ситуацией. Это было предпринято не с целью обеспечения безопасности армянского населения республики, а лишь для предотвращения создавшейся серьёзной угрозы существованию советской власти. С нашей точки зрения, происходящие события должны быть расценены как нарушение суверенных прав Азербайджанской республики, что в дальнейшем может отрицательно отразиться также и на судьбе других союзных республик.

В связи с трагическими событиями бывший член Политбюро ЦК КПСС (впоследствии президент Азербайджана) Гейдар Алиев на следующий день после трагедии провёл в постоянном представительстве Азербайджанской ССР (ныне — посольство Азербайджана) в Москве пресс-конференцию, на которой осудил ввод войск в Баку и обвинил Горбачёва в нарушении Конституции.
На западе, однако, заняли иную позицию. Президент США Джордж Буш, например, считал ввод войск в Баку оправданной необходимостью для Горбачёва «поддерживать порядок». Министр иностранных дел Турции Месут Йылмаз сказал в своём выступлении, что «продолжающиеся годами разногласия между азербайджанцами и армянами привели к противостоянию азербайджанского народа и руководства Советского Союза» и что «эти события мы продолжаем рассматривать как внутреннее дело Советского Союза».

## Расследование

### Правозащитные организации
Human Rights Watch утверждает, что большинство фактов, в частности, документы военной прокуратуры в Баку, свидетельствует, что военная акция планировалась ещё до армянских погромов в Баку. Михаил Горбачёв утверждал, что боевики Народного фронта Азербайджана открыли огонь по солдатам. Однако независимая организация «Щит», состоящая из группы адвокатов и офицеров запаса, при изучении случаев нарушения прав человека в армии и в ходе военных операций не смогла обнаружить «вооружённых боевиков НФА», присутствием которых мотивировалось применение советскими войсками огнестрельного оружия, и пришла к заключению, что армия вела войну со своими гражданами, потребовав начать уголовное расследование против Министра обороны СССР Дмитрия Язова, который лично возглавлял операцию.
Общество «Мемориал» и «Хельсинкская группа» сообщили в мае 1991 года, что нашли убедительные доказательства того, что введение чрезвычайного положения привело к необоснованному нарушению гражданских свобод и что советские войска использовали необоснованные силовые методы (в их числе использование бронетехники, штыков и стрельба по машинам скорой помощи), что привело к многочисленным жертвам.

### Правоохранительные органы СССР и Азербайджана
Первоначально расследование трагических событий 20 января проводилось генпрокуратурой СССР, которая не выявила состава преступления в действиях военнослужащих, в результате чего дело было прекращено. 14 февраля 1992 года Генпрокуратура уже независимого Азербайджана, аннулировав решение генпрокуратуры СССР, возбудила уголовное дело по ст. 94.4 и 94.6 (умышленное убийство при отягчающих обстоятельствах), 149 (умышленное уничтожение имущества), 168 (превышение власти и должностных полномочий), 255 (использование и превышение власти) тогдашнего УК.
В январе 1994 года Генеральная прокуратура Азербайджана завершила следствие по расследованию событий Чёрного января, объявив виновниками трагедии экс-президента Азербайджана Аяза Муталибова, Первого секретаря ЦК Компартии Азербайджанской ССР Абдул-Рахмана Везирова, директора внешней разведки Е. М. Примакова, президента СССР Михаила Горбачёва, министра обороны Дмитрия Язова и председателя КГБ СССР Владимира Крючкова. Прокуратура Азербайджана также обвинила председателя КГБ Азербайджанской ССР Вагифа Гусейнова в «способствовании направлению войск МВД СССР и советской армии, что послужило поводом для принятия указа о чрезвычайном положении в Баку», а также в том, что в январе 1990 года «через сотрудников группы 'Альфа' КГБ СССР с целью ослабления Азербайджанского государства и лишения населения правдивой информации о происходящих событиях организовал взрыв энергоблока на Азербайджанском телевидении и радиовещании» и нанёс государственный ущерб в размере 260 тыс. руб.
В феврале 1994 года Прокуратура Азербайджана выдала ордер на арест экс-президента Азербайджана Аяза Муталибова. Согласно постановлению Милли Меджлиса Азербайджана от 29 марта того же года «О трагических событиях, имевших место в г. Баку 20 января 1990 года», М. Горбачёв, А. Р. Везиров («как прямой организатор и участник агрессии»), А. Муталибов, В. Гусейнов и второй секретарь ЦК Компартии Азербайджанской ССР Виктор Поляничко («как непосредственные соучастники преступления») несут ответственность за случившееся, а экс-председатель Президиума Верховного Совета Э. Кафарова и первый секретарь Бакинского Городского Комитета Компартии Азербайджанской ССР Муслим Мамедов «несут политическую ответственность за непринятие каких-либо конкретных мер в связи с вводом в город Баку воинских подразделений советской империи и необеспечение безопасности граждан». Однако уголовное дело в отношении Кафаровой и Поляничко было прекращено в связи с их кончиной.
В марте 2003 года Следственное управление по особо тяжким преступлениям прокуратуры Азербайджана возбудило уголовное дело против бывшего президента СССР Михаила Горбачёва за нарушение ст. 119 Конституции СССР и ст. 71 Конституции Азербайджанской ССР.

## Память
20 января объявлен траурным днём в Азербайджане и отмечается как День всенародной скорби. В этот день тысячи людей посещают Аллею шахидов, воздают дань памяти жертв той трагедии, возносят цветы на их могилы. Лица, приезжающие в Азербайджан с официальным визитом, также посещают Аллею шахидов.
В память о событиях «Чёрного января» станция Бакинского метрополитена под названием «11-я Красная Армия» была переименована в «20 января».
В 2010 году в честь жертв событий 20 января 1990 года на территории Ясамальского района Баку у дорожного кольца «20 Января» близ станции метро «20 января» был воздвигнут памятник. В советское время на этом месте стоял памятник в честь XI Красной Армии, который после трагедии был убран.
19 января 2015 года состоялась презентация художественного фильма «Кровавый январь» режиссёра Вахида Мустафаева, посвящённого событиям Чёрного января и приуроченного к 25-й годовщине трагических событий тех дней.